# Dendrobium tortile
Espèce
Dendrobium tortile est une espèce d'orchidées du genre Dendrobium originaire d'Asie.